# NGC 5257
NGC 5257 ist eine Balkenspiralgalaxie im Sternbild Jungfrau. Sie ist etwa 302 Millionen Lichtjahre von der Milchstraße entfernt und wechselwirkt mit der Galaxie NGC 5258 (Arp 240). 
Halton Arp gliederte seinen Katalog ungewöhnlicher Galaxien nach rein morphologischen Kriterien in Gruppen. Diese Galaxie gehört zu der Klasse Galaxien mit Anzeichen für eine Aufspaltung.
Die Galaxie wurde am 13. Mai 1793 von dem deutsch-britischen Astronomen Wilhelm Herschel entdeckt.